# Destil·leries Regàs
La Destil·leries Regàs és una obra de Girona inclosa a l'Inventari del Patrimoni Arquitectònic de Catalunya.

## Descripció
És un edifici de planta baixa i un pis, de planta rectangular i façana de composició simètrica, amb cinc grans obertures d'arcs rebaixats a planta baixa, de brancals de pedra polida i arrodonida i arcs d'obra vista, i un cos central potenciat per un gran arc rebaixat que recull el nom de l'edifici i per finestres que segueixen l'arc, datat al 1908. A banda i banda del cos central hi ha sengles finestres d'arc rebaixat. Tota la façana es remata amb un volat, que és de pedra polida i treballada a l'arc central i de volats de rajols als laterals a dents de serra. Tots els ampits de les finestres són de pedra polida i treballada. La façana és d'obra vista i els brancals dels arcs són de ceràmica vidriada.

## Història
La família Regàs s'instal·la al Pont Major al 1870. Al 1908 es clou l'edifici de la destil·leria que s'està catalogant.